# 聖貝拿度足球會
聖貝拿度足球會（葡萄牙語：São Bernardo Futebol Clube），簡稱：聖貝拿度（São Bernardo）是一支巴西聖保羅的足球會，成立於2004年，在巴西足球丁级联赛作賽。他們曾於2012年的巴保聯乙組取得冠軍。